# Andrew Wakefield
Andrew Jeremy Wakefield (nascido em 1957) é um ex-pesquisador e ex-cirurgião britânico que esteve na origem da controvérsia sobre o papel das vacinas no autismo. Em 1998, ele publicou um artigo fraudulento na revista The Lancet, no qual estabelecia uma suposta relação entre a vacina tríplice viral e o autismo.
Diversas pesquisas foram conduzidas para comprovar ou não a tese, e não houve evidências comprovando essa hipótese nos novos estudos. Em 2010, o Conselho Médico Geral britânico considerou que Wakefield agiu de maneira antiética e desonesta ao vincular a vacina tríplice ao autismo. Ainda de acordo com o Conselho Médico Geral britânico, a sua conduta trouxe má reputação à profissão médica depois que ele coletou amostras de sangue de jovens na festa de aniversário de seu filho pagando-lhes £5.
Considera-se que o sarampo tenha ressurgido no Reino Unido devido ao receio dos pais em aplicarem a vacina trípice em seus filhos: as taxas de vacinação nunca mais voltaram a subir e surtos da doença tornaram-se comuns depois da publicação do artigo.
Ele teve sua licença médica cassada no Reino Unido por acusações de fraude de evidências em sua pesquisa sobre a relação de vacinas e autismo.